# Xerocrassa cretica
Xerocrassa cretica is een slakkensoort uit de familie van de Hygromiidae. De soort komt voor in Cyprus, Griekenland, Libië en Turkije.
Xerocrassa cretica werd voor het eerst wetenschappelijk beschreven als Helix cretica door L. Pfeiffer (1841).